# 55559 Briancraine
55559 Briancraine este o planetă minoră (asteroid), cu un diametru de 5,769 km, din centura de asteroizi. A fost descoperită pe 18 decembrie 2001 la Goodricke-Pigott Observatory⁠(d) de Roy A. Tucker⁠(d). 
Obiectul prezintă o orbită caracterizată de o semiaxă mare de 3,1105006739701 UAi, o excentricitate de 0,1494905600642, o înclinație de 19,132184160119 ° în raport cu ecliptica.